# Mosteiro de São Precursor
O Mosteiro de São Precursor (em armênio: Մշո Սուրբ Կարապետ վանք; romaniz.: Mšo Surb Karapet vank’; lit.  "Mosteiro de São Precursor de Muxe") foi um mosteiro apostólico armênio na província histórica de Taraunitis, cerca de 50 quilômetros a noroeste de Muxe, na atual Turquia.
Seu nome se refere a São João Batista, cujos restos se acredita foram abrigados no local por Gregório, o Iluminador no começo do século IV. O mosteiro depois serviu como fortaleza da família Mamicônio — a casa principesca de Taraunitis, que alegavam serem os guerreiros santos de João Batista, seu santo patrono. Foi expandido e renovado várias vezes em séculos posteriores. Por volta do século XX, era uma grande fortificação com quatro capelas
Historicamente, o mosteiro foi centro religioso de Taraunitis e foi proeminente sítio de peregrinação. Foi considerado o mosteiro mais importante da Armênia Ocidental turca e o segundo mais importante de todos os mosteiros armênios depois de Echemiazim. Desde século XII, o mosteiro era sede da Diocese de Taraunitis, que tinha uma população de 90 000 armênios no começo do século XX. Atraiu peregrinos em várias ocasiões anualmente e abrigou grandes celebrações. O mosteiro foi incendiado e roubado durante o genocídio armênio de 1915 e depois abandonado. Desde então suas pedras foram usadas pelos curdos locais para construção.

## Nome
Ao longo da história teve vários nomes. Um dos mais comuns foi Mosteiro de Glaque (Glakavank, Գլակավանք; também grafado Glaka vank [Գլակայ վանք em escrita clássica e Գլակա վանք em escrita reformada] e Klaga vank [em armênio ocidental]) em homenagem a seu padre superior, Zenóbio de Glaque. Devido a sua localização também foi chamado Mosteiro das Nove Fontes (Innaknian vank, Իննակնեան վանք em escrita clássica e Իննակնյան վանք em escrita reformada).
Fontes turcas se referem a ele como Igreja com Torres Sineiras (Çanlı Kilise) ou Igreja com Sinos (Çengelli Kilise em curdo,  que é também o nome da vila onde está situado). Elas às vezes forneceram a versão turca de seu nome armênio: Surpgarabet Manastırı.  As fontes turcas e guias de viagem geralmente omitem que era um mosteiro armênio.

## História

### Fundação e Idade Média

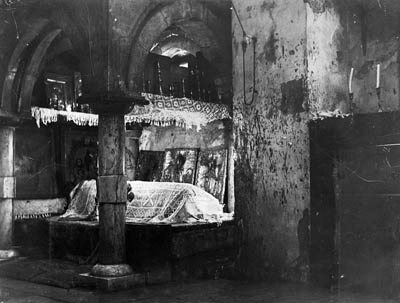
Martírio de João Batista

Segundo a tradição cristã, o sítio foi fundado no começo do século IV por Gregório, o Iluminador, que foi a Taraunitis para espalhar o cristianismo após a conversão do rei Tirídates III (r. 298–330). À época, havia dois supostos templos hindus e estátuas de bronze estabelecidas por dois príncipes indianos dedicados aos deuses Gisane de Deméter no local do claustro. Eles foram arrasados por Gregório, que erigiu um martírio para abrigar os restos de São Atenógenes e João Batista, que trouxe de Cesareia Mázaca. Segundo outras fontes, os templos pagãos foram dedicados a Vaagênio e Astlique. James R. Russell sugere que na Armênia algumas das qualidades de Vaagênio foram passadas a João Batista. A crença popular mantém que demônios (devs) foram mantidos sob o mosteiro e seriam libertados durante a Segunda Vinda de João Batista. Christina Maranci sugeriu que a fundação do mosteiro está "muito provavelmente ligada com a ascensão do movimento monástico" na Armênia da dinastia Bagratúnio na década de 940.
Zenóbio de Glaque, um arcebispo siríaco, torna-o o primeiro padre superior. É às vezes mencionado como autor da História de Taraunitis (Patmutiun Tarono, Պատմութիւն Տարօնոյ), embora a obra é geralmente atribuída ao de outro modo desconhecido João Mamicônio e "estudiosos estão convencidos de que a obra é uma composição original de um período posterior (pós-século VIII), escrita como uma falsificação deliberada." Seu principal objetivo parece ser afirmar a preeminência de mosteiro. Um romance "histórico" relativamente curto conta a história de cinco membros da família principesca de Taraunitis, a família Mamicônio (Musel II, Vaanes II, Simbácio I, Vaanes III e Tigranes I), que eram conhecidos como guerreiros santos de João Batista, seu santo patrono. Eles defenderam o mosteiro e outras igrejas no distrito.
O cronista do século VI Atanas de Taraunitis, conhecido pela sua revisão do calendário armênio, serviu como seu superior. As posses do mosteiro se expandiram no século VII, mas o edifício foi reduzido a ruínas por um sismo no mesmo século. Foi subsequentemente reconstruído e a Capela de São Estêvão foi fundada. No final do século IX, após o restabelecimento do Reino da Armênia pela dinastia Bagratúnio, uma escola foi fundada no mosteiro. No século XI, Gregório Magistro construiu um palácio dentro do mosteiro, mas foi destruído num incêndio em 1058 junto com a Igreja de São Gregório que tinha um telhado de madeira. Após a morte de Soquemene II (r. 1128–1185) em 1185, o mosteiro foi atacado por muçulmanos. O arcebispo Estêvão foi morto e os monges abandonaram o mosteiro por um ano.

### Idade Moderna

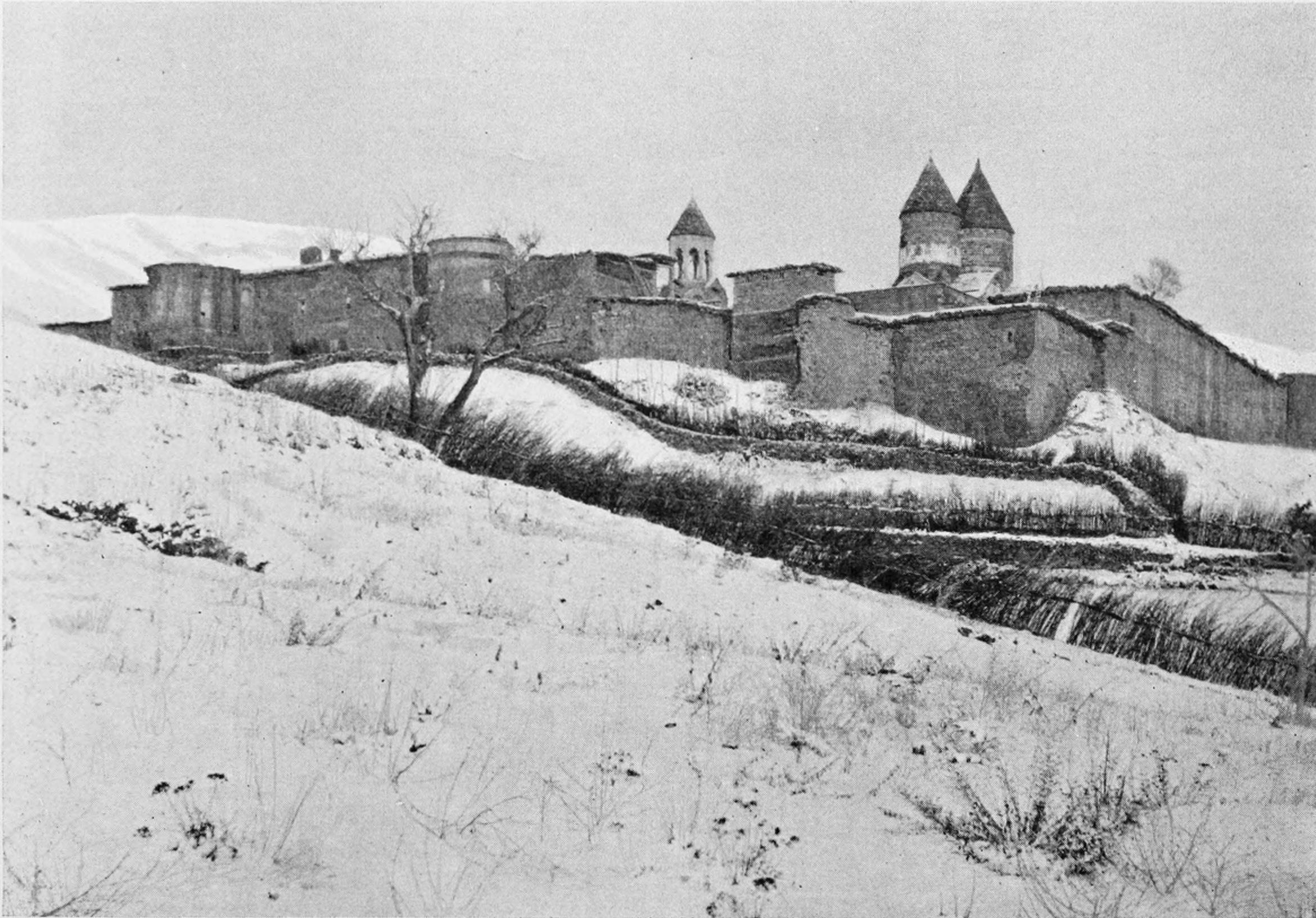
Mosteiro visto do sul nos anos 1890

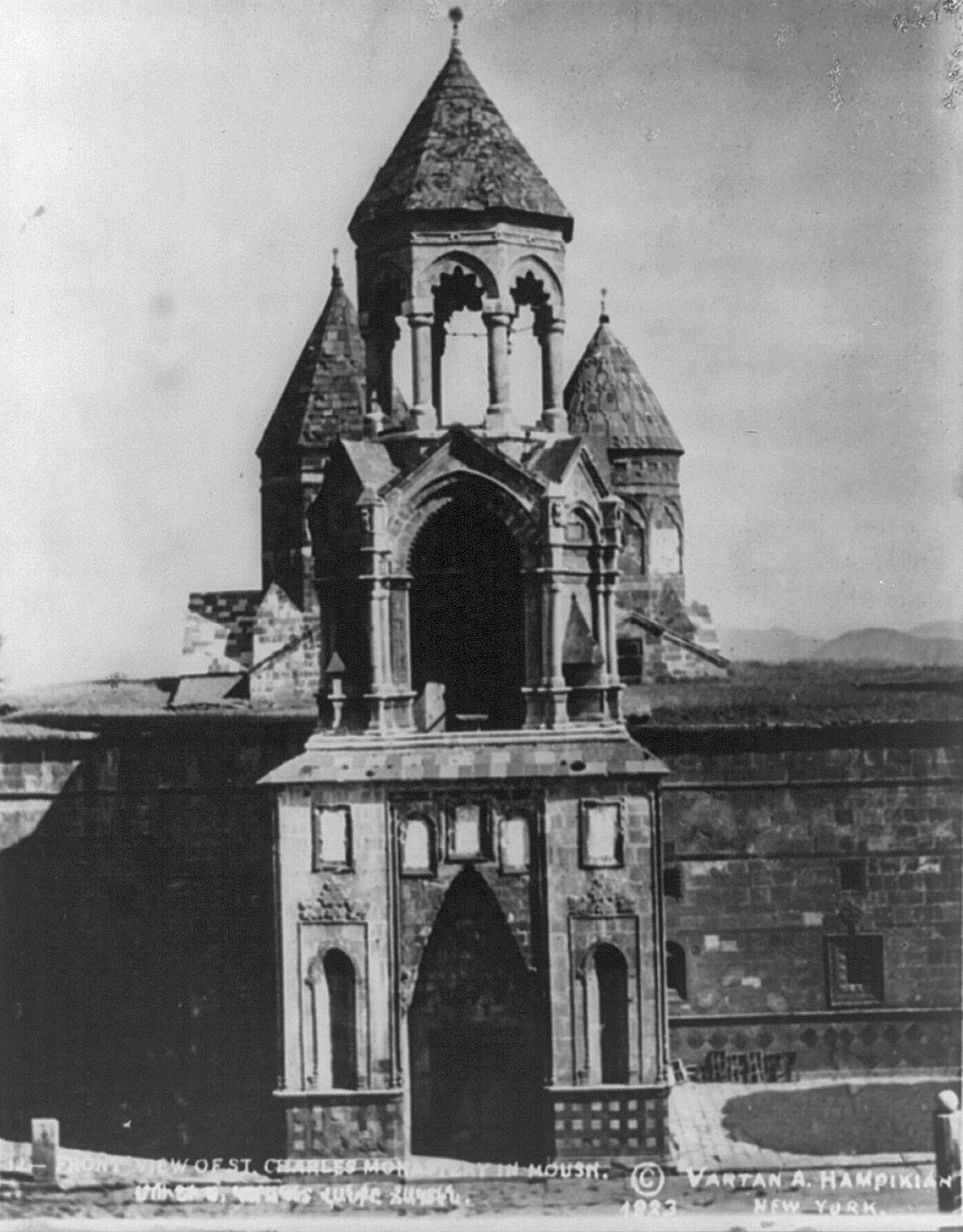
Entrada do mosteiro abaixo do campanário

Em meados do século XVI, foi construída a Capela de São Precursor. Segundo o viajante do século XVII Evliya Çelebi, a liderança do mosteiro fez grandes doações aos paxás turcos, a fim de garantir as propriedades monásticas. Entre os séculos XVI e XVIII, o mosteiro abrigou os armênios que fugiam das guerras otomano-persas. Na década de 1750, a Igreja de São Precursor foi destruída pelas tropas persas. No século XVIII, vários sismos atingiram o mosteiro, com aquele de 1784 sendo especialmente devastador; destruiu a igreja principal, o refeitório, parte da torre do sino e a muralha sul. Em 1788, o complexo monástico passou por uma reconstrução completa - seu gavite (uma câmara quadrada ou quadrangular colocada na frente da igreja e no mesmo eixo, destinada ao uso tanto civil quanto religioso, semelhante a um nártex) foi ampliado, e foi realizada renovação em seu campanário, os aposentos dos monges, escritório, muralhas e outras seções.

### Século XIX
Em 1827, gangues curdos tomaram e roubaram o mosteiro, destruindo os móveis e manuscritos. Porém, o mosteiro prosperou no início em 1862, quando Mkrtich Khrimian se tornou seu padre superior e, simultaneamente, prelado de Taraunitis. Khrimian procurou reformar a forma como as doações eram tratadas estabelecendo um conselho que financiaria projetos comunitários. Antes dele, a maior parte do dinheiro destinava-se aos monges e aos afluentes armênios da região, que ofereciam feroz oposição a ele, incluindo duas tentativas contra sua vida. Em seu primeiro ano, fundou uma escola secular no mosteiro, chamada Zharangavorats. Entre outros, o fedayi Kevork Chavush e Hrayr Dzhoghk, o cantor Armenak Shahmuradyan, e o escritor Msho Gegham (Gegham Ter-Karapetian) estudaram lá. De 1 de abril de 1863 até 1 de junho de 1865, Khrimian publicou a revista A Águia de Taraunitis (Artzvik Tarono, Արծւիկ Տարօնոյ) no mosteiro. Era escrita em armênio moderno para ser facilmente legível para as pessoas comuns. A revista procurou aumentar a consciência nacional dos armênios. Editado por Garegin Srvandztiants, foram publicados 43 números. Khrimian deixou o mosteiro em 1868 quando se tornou o patriarca armênio de Constantinopla.
De acordo com dois viajantes franceses em 1890, o mosteiro possuía grandes áreas de terra, demorando várias horas para ir de uma extremidade à outra. A propriedade era coberta de florestas, campos aráveis e tinha três fazendas com cerca de 1 000 cabras e ovelhas, cem bois e gado, 60 cavalos, 20 jumentos e 4 mulas, que eram cuidadas por 156 servos. Em 1896, foi fundado um orfanato ao lado do mosteiro, que abrigou uma escola para 45 crianças e uma biblioteca. De acordo com o viajante britânico H. F. B. Lynch, que visitou o mosteiro em 1893, com a presença da ameaça curda e as suspeitas do governo turco, "este mosteiro florescente perdeu muito do seu encanto; na verdade, os monges são pouco melhores que os prisioneiros de Estado." O mosteiro foi roubado em 1895 durante os massacres hamidianos. No início do século XX, a estrutura do mosteiro estava se deteriorando. O declínio continuou até o começo da I Guerra Mundial.

### Destruição e estado atual

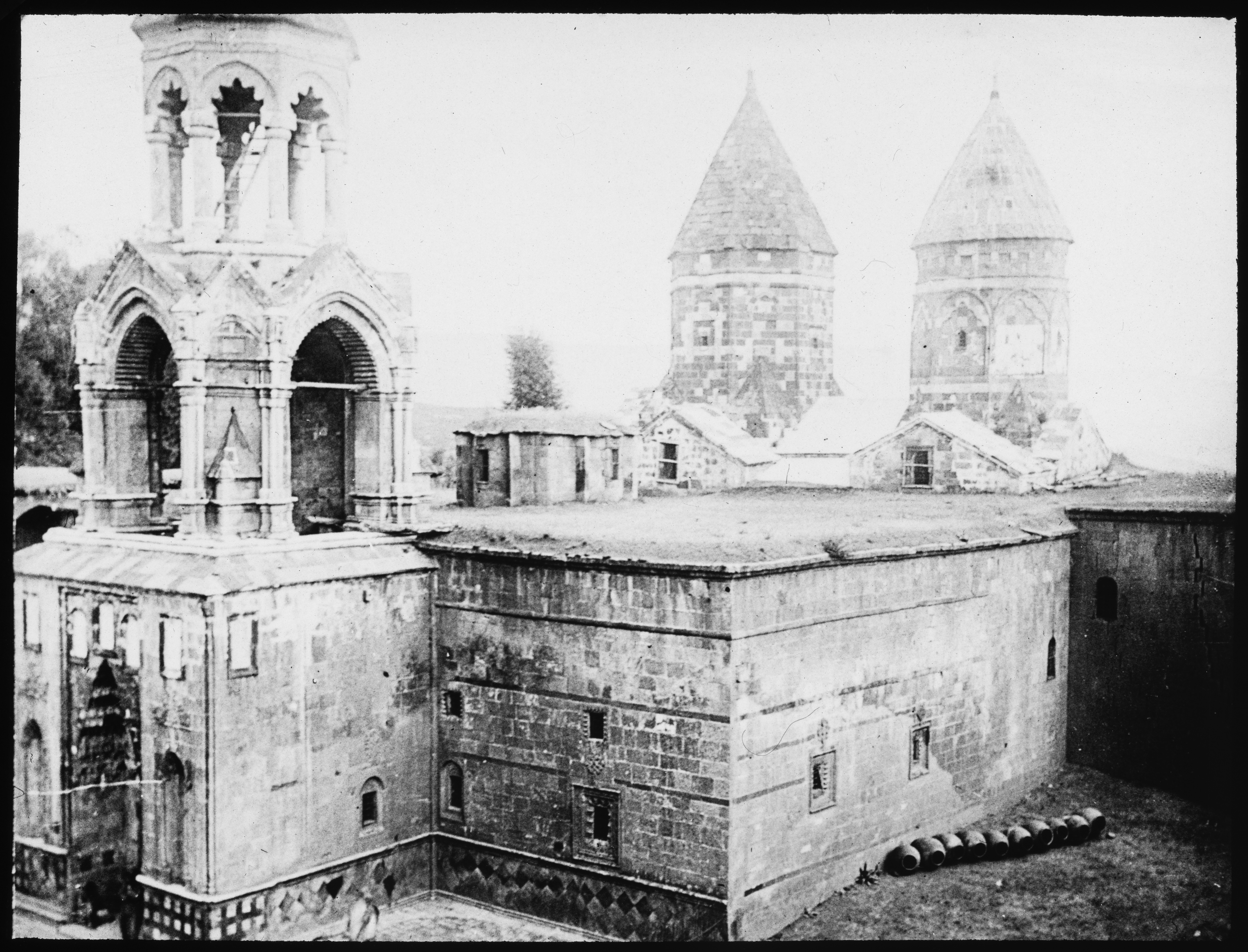
O mosteiro c. 1907–1916

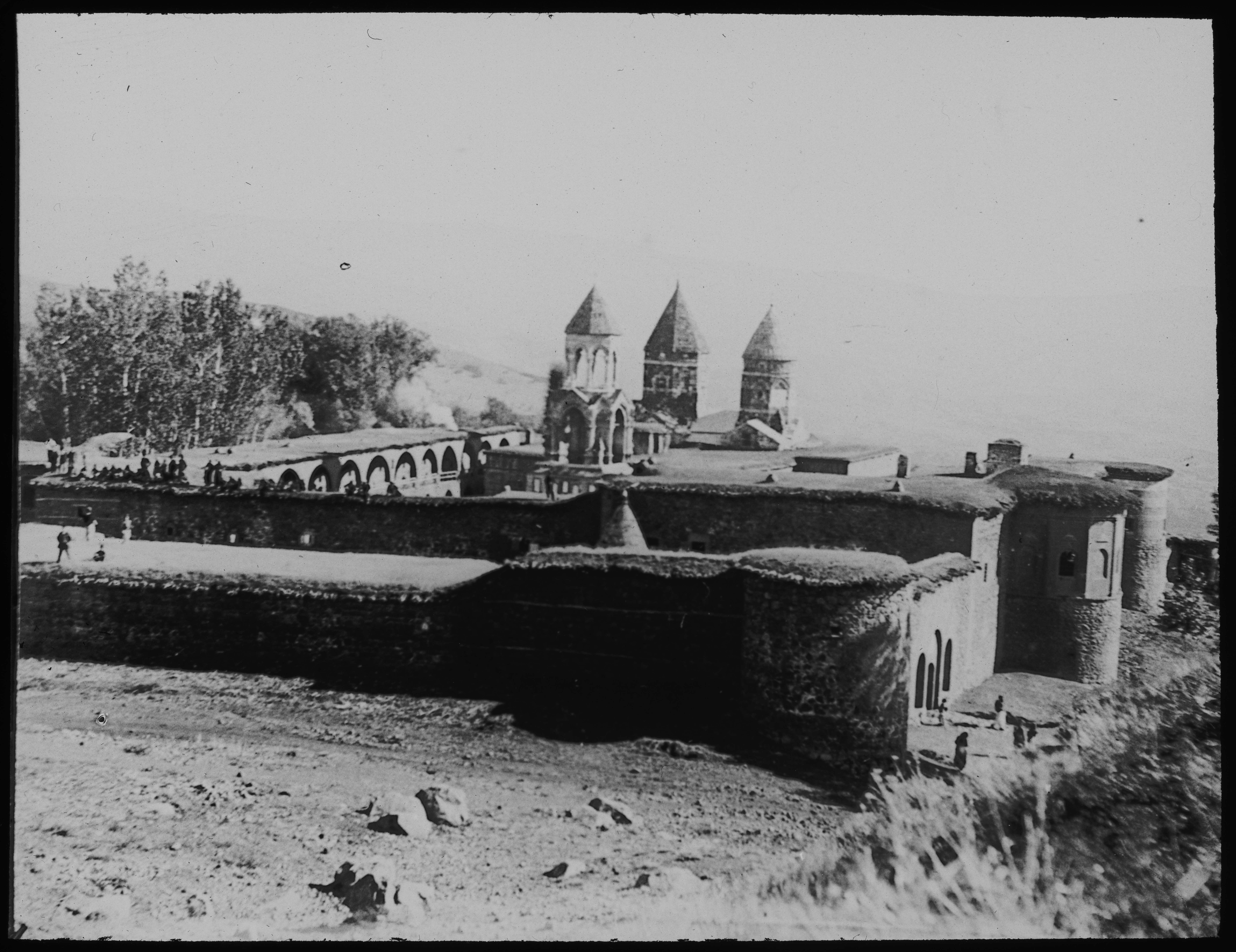
O mosteiro c. 1907–1916

Durante o genocídio armênio de 1915, o mosteiro abrigou um grande número de armênios que escaparam das deportações e massacres. Forças turcas e irregulares curdos cercaram-no, mas os armênios dentro resistiram por mais de dois meses. Segundo relatos contemporâneos, cerca de 5 000 armênios foram massacrados "perto do muro do mosteiro", enquanto o próprio mosteiro foi "saqueado e roubado". De acordo com os missionários americanos Clarence Ussher e Grace Knapp, os turcos massacraram "3 000 homens, mulheres e crianças" reunidos no pátio do mosteiro sob o comando de um oficial alemão.
Em 1916, as tropas russas e os voluntários armênios assumiram temporariamente o controle da área e transferiram cerca de 1 750 manuscritos para Etchmiadzin. Entre eles está um relicário do século XVIII da mão direita de João Batista feito de prata repuxada.  A área foi recapturada pelos turcos em 1918 e então deixou de existir não apenas como centro espiritual, mas também como monumento arquitetônico. Permaneceu abandonado até a década de 1960, quando famílias curdas se estabeleceram no local.
Muitos edifícios na aldeia incluem pedras do mosteiro e cachecares (cruzes armênias de pedra), que estão embutidas nas paredes. As pedras remanescentes estão "sendo sistematicamente levadas pelos curdos locais para seus próprios propósitos de construção". Segundo o historiador Robert H. Hewsen, a partir de 2001, restam apenas vestígios de duas câmaras da capela de São Estêvão, enquanto o resto dos restos do mosteiro consistem em "fundações e muros em ruínas", que são usados como celeiros.

### Esforços de reconstrução
Em maio de 2015, Aziz Dagcı, presidente da ONG "União de Solidariedade Social e Cultura para os armênios de Bitlisse, Batmane, Vã, Muxe e Samessum", fez um apelo formal aos ministérios da cultura e ao do interior da Turquia solicitando a reconstrução do mosteiro e a remoção de todas as 48 casas e 6 celeiros em sua antiga localização. Dagcı afirmou que, segundo o Tratado de Lausana de 1923, o governo turco foi obrigado a preservar as instituições religiosas e as estruturas das minorias étnico-religiosas, inclusive as da comunidade armênia. Ele acrescentou que primeiro enviou uma carta às agências do governo em 2012, que prometeu limpar o local dentro de seis meses.

## Arquitetura

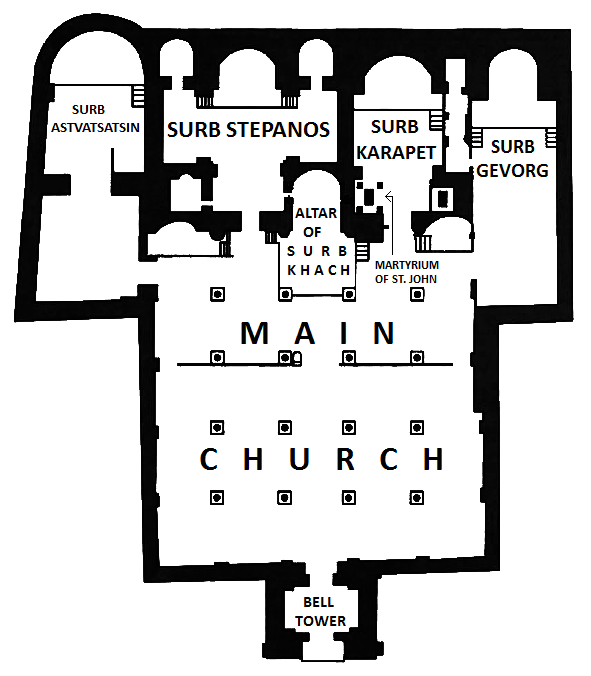
Planta do mosteiro

O mosteiro foi cercado por fortes muralhas e se assemelhava a uma fortaleza. O historiador Dickran Kouymjian chamou-o de "imenso eremitério de paredes". Lynch, que o visitou em 1893, descreveu-o da seguinte forma: "Um recinto amuralhado, como o de uma fortaleza, uma porta maciça sobre as dobradiças - essa é a sua primeira impressão desse solitário pavilhão. […] você entra em uma quadra espaçosa, e se depara com um belo campanário e alpendre, a fachada incrustada de placas de mármore branco com baixos-relevos. Uma década antes, o viajante inglês Henry Fanshawe Tozer escreveu sobre o mosteiro: "Os edifícios […] são de pedra, muito maciços e muito irregulares, elevando-se um sobre o outro em vários ângulos. Não havia praticamente nenhuma pretensão de arquitetura, e nada da aparência pitoresca que é tão característica dos mosteiros gregos."

### Estrutura
O complexo do mosteiro era composto pela igreja principal, dedicada à Vera Cruz (Surb Xach) e quatro capelas a leste: Santa Mãe de Deus (Surb Astvacacin), São Estêvão (Surb Stepanos), São Precursor (Surb Karapet) e São Jorge (Surb Gevorg). A igreja principal não era uma típica igreja armênia, mas era um grande salão e acredita-se que tenha funcionado originalmente como uma câmara (jamatum). Foi construído principalmente de pedras cinzentas e foi apoiado por 16 colunas. As capelas de São Precursor e São Estêvão tinham cúpulas, com "altos tambores cilíndricos e telhados cônicos". A capela de Santa Mãe de deus foi fornecida a monges assírios na festa de São João. A torre sineira de três andares foi construída no século XVIII. Havia também aposentos dos monges, um refeitório, acomodações para peregrinos, o prédio do prelado do século XIX e uma escola monástica.

### Relevância cultural

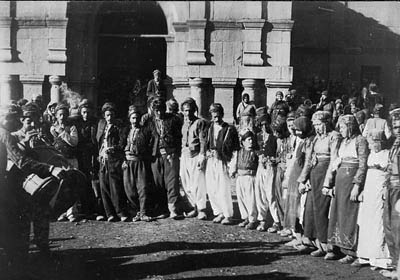
Dança tradicional

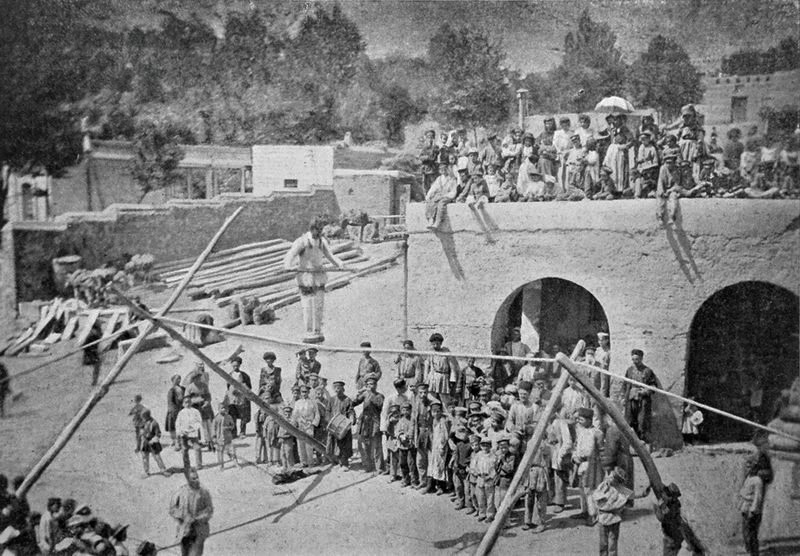
Funambulismo

O mosteiro foi historicamente o centro religioso de Taraunitis. A partir do século XII, foi a sé da Diocese de Taraunitis, que por volta de 1911 tinha uma população armênia de 90 000 pessoas. Foi considerado o maior e mais eminente santuário na Armênia Ocidental (turca). Foi o segundo mosteiro armênio mais importante depois de Etchmiadzin. Permaneceu local de peregrinação proeminente até a Primeira Guerra Mundial. Pessoas de todos os cantos da Armênia faziam peregrinações ao mosteiro. Costumavam realizar festividades no pátio do mosteiro. Foi considerado pelos crentes como "onipotente" e era famoso por sua capacidade percebida de curar fisicamente  e doentes mentais.
O mosteiro foi popularmente conhecido como s սուլթան Սուրբ Կարապետ Mšo sultan Surb Karapet, traduzindo literalmente a "Sultão São Precursor de Muxe". O epíteto "sultão" foi concedido como referência ao seu alto estatuto como "senhor e mestre" de Taraunitis. O mosteiro abrigava tumbas de vários príncipes Mamicônios, "para quem o santuário serviu como uma abadia sepulcral". Segundo Lynch, os túmulos de Musel II, Vaanes II, Simbácio I, Vaanes III poderiam ter sido encontrados perto da muralha sul do mosteiro.

### Eventos anuais
O mosteiro era centro de grandes celebrações anuais. Vários eventos seculares ocorreram nos arredores como corridas de cavalos, funambulismos e concursos de gusans (poetas, menestréis, dançarinos, atores, contadores de historias, etc.) durante os festivais de Vardavar e Assunção de Maria, envolvendo um grande número de pessoas. Andar na corda bamba, amplamente praticado pelos armênios de Taraunitis, está historicamente relacionado com a adoração do mosteiro.

#### Tradição axul
O mosteiro era um local de peregrinação tradicional para os axuis armênios (músicos folclóricos). Foi comparado ao monte Parnaso, na Grécia, a morada das musas. Há resgistro do proeminente axul do século XVIII Sayat-Nova ter feito uma viagem ao mosteiro para buscar a graça divina.